# Lise Baastrup
Lise Baastrup Nielsen (født 20. marts 1984 i Silkeborg) er en dansk skuespillerinde.
Lise Baastrup Nielsen er uddannet på Skuespillerskolen ved Århus Teater i 2010. Efter roller på Aarhus Teater og Grønnegårds Teatret i København blev hun fast ansat ved Aalborg Teater. Hun fik sin første store rolle på tv i serien "Rita". Her blev hendes figur Hjørdis så populær, at der blev lavet en serie med hende som hovedperson.
Hun har også været med i følgende programmer: Klipfiskerne, Rundt på gulvet, Hvem vil være millionær, Krejlerkongen og Stormester på TV2. Lise Baastrup har også medvirket i Cirkusrevyen 2016, 2017 og 2019.
I Cirkusrevyen 2016 fremførte hun Vase & Fuglsangs monolog Single sommermad.
I hvad der blev kaldt en ellers "ufarlig cirkusrevy" fremstod sketchen som "aftenens sjoveste indslag",
og Baastrup fik Årets Talentpris ved Revyernes Revy samme år. I 2023 modtog hun Teaterflisen.

## Privat
Privat danner hun par med Lisbet Dahls søn Jacob Dahl. Parret fik i 2019 en datter sammen.